# リッキー台風
リッキー台風（リッキータイフーン）は、平松伸二の漫画作品。1980年から1981年にかけて『週刊少年ジャンプ』に連載された。2008年に『エキサイティングマックス!スペシャル』（ぶんか社）に連載された続編『リッキー・ザ・レディ』、関連作品についても触れる。

## 概要
本作は『ドーベルマン刑事』に続く『週刊少年ジャンプ』での連載作である。
平松は力道山とザ・デストロイヤーの試合をリアルタイムで見ている世代で、プロレスの大ファンである。本作の連載を『ドーベルマン』や本作の次の連載となる『ブラック・エンジェルズ』と比べて、「楽しく描けた」と後に語っている。
本作の執筆にあたって、全日本プロレス、新日本プロレスへの取材も行われており、全日本では入門の体をとって平松もリングに上っている。
本作で描かれた「フランク・ゴッチのマッスルコントロール」はプロレスの書籍に掲載されていたものそっくりに描いたことから、クレームが挙がっている。

## あらすじ
アメリカからレスリングの一団が来日。その中には名レスラールー・テーズ直々にレッスンを受けたプロレスラー「リッキー大和」の姿があった。彼は日本マットの創世主、力王岩の十六回忌興行にテーズの付き人としてやってきた。その興行中、レスラーのゴリラーマンが花束嬢の菊奴を襲おうとして、女好きの血が騒いだ大和はいいところを見せようと試合に乱入した上、彼女目当てで日本に留まる口実としてジャイアント馬場を頼り全日本プロレスマットでデビューすることにした。一方カール・ゴッチは、アントニオ猪木に新人のナルシス・シュトラウスを新日本プロレスでデビューさせて欲しいと願い出る。

## 登場人物
リッキー大和
全日本プロレス所属。日本人レスラー故力王岩と、大金持ちの実業家であるアメリカ人の母との間に産まれる。NWA・AWA・WWWFの各団体すべての世界王座を獲得し、最強のトップレスラーになることを誓う。女好きで調子の良い性格。激闘の末、NWAのジュニア王者となり、後にAWAのジュニア王座も獲得する。『レディ』では心配性の親バカになっている。
ナルシス・シュトラウス
新日本プロレス所属。ゴッチが可愛がる期待の新人。名前の通りナルシストで相手を見下す小悪党な性格であったが、ジュニア王座トーナメントで対戦相手を見下し、止めをささずに技をかけては解くを繰り返し、油断していた時に相手の逆襲を受け、負ける寸前まで追い込まれ、そのことをゴッチに指摘され、厳しく叱られてからは、相手を見下さず全力で倒すようになる。リッキー終生のライバルとなるはずだったが、準決勝でリッキーと対戦し、リングアウトで破れて以降登場しなくなる。
テリー・ブロンコ
テキサス生まれ、テキサス育ちのレスラー。毎回荒馬に乗ってリングに入場する。リッキーとトーナメント決勝で戦おうと誓うも準決勝でブラック・タイガーに破れてからリッキーとの対決実現を夢見て切磋琢磨する親友となる。クラークとの統一戦ではレフェリーも務めた。必殺技はスピニング・トゥー・ホールド。
志摩 京子
ヒロイン。菊奴という名前で舞妓もしている。序盤の学園編で早々と登場しなくなる。
ルー・テーズ
大和の師匠。
ジャイアント馬場
アントニオ猪木
カール・ゴッチ
ナルシスの師匠。
力王岩
リッキーの父で故人。かつてスーパーヒーローとして名を馳せた有名レスラーだったが、暴漢に刺され、入院中に水分を取ることを禁じられていたにもかかわらず、渇きに耐え切れず、病室の花瓶の水を飲み、容体が悪化し死亡する。生涯独身で子供はいなかったと思われていたが、アメリカ遠征中に現地で知り合った女性と恋に落ち、子供がいたことをリッキーが現れたことで知られるようになる。

### 戦国学園の面々
リッキーが通うことになった、「弱肉強食」を校風としている私立高校。
将軍
通称「将軍」。常に鎧を着ており、面で顔を覆っているため素顔は四天王ですら知らない。
人間とは思えないほどの巨体と怪力を誇る。性格は残虐非道かつ唯我独尊で、自分に歯向かう者、裏切者には一切の容赦をしない。
夜叉姫に二度と剣を握れなくなるほどの怪我を負わせた後、リッキーと壮絶な死闘を繰り広げる。最後はリッキーの渾身の投げによって池の中に上半身を沈められてしまい、重量のある鎧が仇となって体勢を立て直せず、そのまま水を飲んで窒息した。
リッキーは死なないように将軍を引き上げ、その際に仮面の下の素顔を見たが、醜く粗暴な、傷だらけの顔であった。
山下、北若、李
将軍に仕える柔道部、相撲部、空手部の主将。通称「四天王」。「将軍とは比べ物にならない」と自覚しているが、それなりに実力者。3人ともリッキーと闘って敗れた。
夜叉姫
四天王唯一の女性。剣道部だが、武器として真剣を持つ。リッキーと闘うも、さらしに肌着という裸同然になった末敗れる。
その後、自らも望んだ上で将軍の部屋までの道案内をする。将軍から制裁として傷を負わされるも、二人の戦いを最後まで見届けた。

### トーナメント参加者
ブラック・タイガー
黒人巨漢レスラー。残虐かつ凶暴で、勝利のためなら凶器を使用することも、リング上で相手を殺害することも全く躊躇しない。スリーパーでライオンの首を引きちぎるほどの腕力を持ち、金網デスマッチでテリーと対戦し、死闘の末破り、リッキーと決勝でチェーンデスマッチで対戦する。
エル・コンドル
ポストミル・マスカラスの呼び声高いルチャ・リブレの選手。一回戦でリッキーに敗退。
ザ・マミイラ
怪奇派レスラー。隠し凶器をいたる所に隠し持っている。一回戦でテリーに敗退。
ザ・アラジン
ザ・シークの弟子だがオカマ口調のギミック。ナルシスと一回戦で対戦し、ナルシスから技をかけては解くを繰り返されていたぶられるが、一瞬の隙をつき逆襲し、ナルシスを敗北寸前まで追い込むものの、ゴッチに叱られ態度を改めたナルシスに倒され敗退する。
サンディ・エマヌードル
キャッチフレーズ「ミスター・ギャル」。「ミスター・レディー」マリリン・エマヌードル（後述）の妹。女子レスラー（トーナメントは男子、女子の無差別参加）。タイガーに胸を触わられるなどセクハラ攻撃も受けながらも何とか予選を勝ち残り、予選後も試合前にリッキーの腰のケアをするなど事実上のヒロインとなる。「〜ッチ」が口癖で必殺技は蟹バサミのヘッドシザース「プッシー・ヘッドシザース」。
マイク・ジョナサン
タイガーに一回戦で圧殺され敗退。
ボブ・ルーイン
サンディの対戦相手。両者リングアウトで敗退。

### その他のレスラー関係者
モンスター・ゴリラーマン
リッキーが初めに対戦した相手。腹話術の人形を人間の彼女と思い込むほど知能が弱いが怪力の持ち主。
ブラッキー
ゴリラーマンのマネージャー。ムチと腹話術で誘導する。
クラーク・ロビンソン
AWAジュニア王者、王座統一戦の相手。キャッチフレーズは「スーパーマン」、必殺技は超高速ジャイアントスイング。元宇宙飛行士候補生という異色の経歴を持っているが、ジュニア王者に就くまでプロレスの経験はなかった。だが、フランク・ゴッチが行っていたとされるマッスルコントロールで、強靭な筋肉とパワーを手に入れている。紳士な性格だが、エリート意識と自分自身がスーパーマンになりたいという欲求からくる完璧主義の影響で、返り血で体を汚されると性格が豹変する。

## 主な技
指四の字固め
人差し指を中指の方向へ圧し折り、4の字固めに固める技。両手に使い、指を使えないようにしたこともあった。開始直後のロックアップの奇襲戦法として用いる。
ローリング・バックドロップ
飛び上がり、バックドロップ。また飛び上がり……とバックドロップを連発する技。腰への負担が大きい。
ローリング・ドラゴンスープレックス
バックドロップ同様、ドラゴンスープレックスを連発する。ローリング・バックドロップの対策が万全だったため、ドラゴンにした。

## 続編、関連作品
ミスター☆レディー
過去2回、読みきりで掲載された短編。主人公マリリン・エマヌードルが教師、女子レスラーになって活躍するシチュエーションコメディー。桃子の遠い親戚にマリリンがいる設定。
どす恋ジゴロ
女子レスラーのトレーナーとしてリッキー大和がゲスト出演した。
リッキー・ザ・レディ
続編。ある総合格闘技大会のメインに、リッキー大和の娘と名乗る女性レスラーが乱入する。
掲載紙が4号で休刊となり、単行本未収録だったが、コンビニコミック版で初単行本化された。
レディ登場人物
リッキー・ザ・レディ桃子
リッキー大和（結婚、引退の経緯など不明）の娘。普段は秋葉原のメイド喫茶で働いている。必殺技は指四の字固めとマリリン・エマヌードルの必殺技「プッシー・ローリングドロップ」（大股開きで頭を挟み横回転するフランケンシュタイナー）。
大魔枝怒黒
格闘技プロデューサー。元プロレスラーだが、プロレスは金にならないと見切りをつけ、全て八百長で作った戦績で格闘王を名乗る。
池内 王太
いかつい体型の柔道家。桃子の初体験の権利を掛けて桃子と対戦する。

## 単行本
- ジャンプコミックス全9巻
- ジャンプコミックスセレクション全5巻